# Marco Merlo
Marco Merlo (Cremona, 1º marzo 1968) è un allenatore di calcio ed ex calciatore italiano, di ruolo difensore e centrocampista.

## Carriera

### Giocatore
Cresciuto nel vivaio della Cremonese, vi gioca cinque stagioni, quattro in Serie B e una in Serie A nella quale raccoglie 16 presenze ed una rete. Passa nel 1990 al Brescia tra i cadetti, ottenendo alla seconda stagione la vittoria del campionato. Dopo la promozione viene venduto al Taranto, nuovamente in serie B.
Nel 1993 in seguito al fallimento della società pugliese si trasferisce al Livorno allora in Serie C2 che anche grazie al suo importante contributo nel 1997 ottiene la tanto attesa promozione in C1.
Dopo sei stagioni tra i labronici intraprende nuove esperienze (Viterbese, Pistoiese in Serie B e Brescello), culminate col ritorno alla Cremonese con la quale vince il campionato di C2 prima di scendere tra i dilettanti.
E qui continua a giocare fino a fine 2006, prima in Eccellenza lombarda con il Castellana Castelgoffredo dove viene promosso in CND e poi in Promozione emiliana con la Pontolliese e il Pallavicino, continuando fino al 2009 nelle serie minori.
Nel biennio 2011-2013 è allenatore in seconda della primavera del Milan. La stagione seguente è vice allenatore dei giovanissimi nazionali.  Nel 2018 allena gli U12  e dal 2021 allena gli U14 del Milan

## Palmarès

### Giocatore

#### Competizioni nazionali
- Campionato italiano di Serie B: 1

Brescia 1991-1992